# Torre Eurosky
Torre Eurosky är en skyskrapa belägen i zonen Torrino i södra Rom. Byggnaden, som stod färdig år 2012, ritades av Franco Purini och Laura Thermes. Torre Eurosky är 155 meter högt och därmed Roms högsta byggnad.